# Emanuele Pesaresi
Emanuele Pesaresi, né le 1er décembre 1976 à Ancône, est un footballeur italien évoluant au poste de défenseur gauche.

## Biographie

### En club
Formé à l'AC Ancona, Emanuele Pesaresi commence sa carrière professionnelle en 1993. Il rejoint rapidement l’UC Sampdoria, où il passe cinq saisons. Lors de la saison 1998–1999, il est prêté au SSC Napoli, avec lequel il marque trois buts en 17 matchs,.
En 2000, il signe à la SS Lazio, mais ne s’impose pas dans l’effectif. Il est ensuite prêté au SL Benfica lors de la saison 2001–2002. À son retour en Italie, il évolue successivement à Chievo, Ternana Calcio, Torino FC, Pescara, puis US Triestina Calcio en Serie B,.
Il termine sa carrière dans les divisions inférieures, avec des passages à la US Cremonese, au Piano San Lazzaro (en), puis à l’US Ancona entre 2010 et 2012,.
Au total dans sa carrière, il dispute 65 matchs pour 1 but marqué en Serie A et 172 matchs pour 7 buts marqués en Serie B.

### En sélection
Il est sélectionné en équipe jeunes avec les moins de 18 ans et avec les moins de 21 ans,.

## Palmarès
SS Lazio
- Supercoupe d'Italie :
  - Vainqueur : 2000.